# Cameroon Tribune
Le Cameroon Tribune est un quotidien généraliste camerounais créé par le gouvernement en 1974.
Ce journal est longtemps resté le seul journal autorisé au Cameroun. À l'origine, il était publié en deux versions, une version francophone et une version anglophone. Néanmoins, les méventes l'ont obligé au milieu des années 1980 à fusionner les deux versions, en mêlant des articles en anglais et d'autres en français.
Réputé très proche de l'État camerounais, les Camerounais ont pendant un moment apporté peu de crédibilité aux annonces du Cameroon Tribune souvent surnommé le « journal des bonnes nouvelles » ou « la voix d'Etoudi » (Etoudi est le quartier de Yaoundé dans lequel est situé le palais présidentiel), il fait aujourd'hui la référence pour ce qui est de la publication des informations légales.